# ماجراهای آستریکس
اَستِریکس (به فرانسوی: Astérix) یک سری از کتاب‌های کمیک فرانسوی هستند که توسط رنه گوسینی داستان‌نویسی شده و توسط آلبرت اودرزو به تصویر درآمده‌اند. داستان‌های این مجموعه در دهکده‌ای از مردم گل که در مقابل اشغال رومی‌ها مبارزه می‌کنند، روی می‌دهد. پس از مرگ گوسینی در سال ۱۹۷۷ و تا سال ۲۰۰۹، اودرزو نوشتن داستان کتاب‌ها را نیز خود برعهده گرفت. در دسامبر ۲۰۰۸، اودرزو امتیاز مجموعه اَستِریکس را به شرکت اشت واگذار کرد. از آن زمان تاکنون دو کتاب دیگر از این مجموعه منتشر شده‌است که توسط ژان ایو فری نوشته و توسط دیدیه کنراد ترسیم شده‌اند. کتاب‌های اَستِریکس در ایران هم توسط انتشارات سامر به چاپ رسیده است.

## داستان‌ها
در این قسمت، داستان‌ها به ترتیب انتشار آورده شده‌اند. نام داستان‌ها در اصل فرانسوی متفاوت بوده‌است. اگر اَستِریکس و اوبلیکس در هر داستان به جایی سفر کرده‌اند در پرانتز آورده شده‌است. داستانهایی که به فیلم تبدیل شده‌اند نیز مشخص گردیده‌اند.

### توسط گوسینی و اودرزو
1. (۱۹۶۱) اَستِریکس گولی – فیلم
2. (۱۹۶۲) اَستِریکس و داس طلایی (لوتشیا (پاریس))
3. (۱۹۶۳) اَستِریکس و گوتها (آلمان)
4. (۱۹۶۴) اَستِریکس گلادیاتور (روم)
5. (۱۹۶۵) اَستِریکس و ضیافت (یک سفر دوره‌ای به شهرهای مختلف فرانسه)
6. (۱۹۶۵) اَستِریکس و کلئوپاترا (مصر) - فیلم
7. (۱۹۶۶) اَستِریکس و نبرد بزرگ- فیلم
8. (۱۹۶۶) اَستِریکس در بریتانیا (انگلستان) - فیلم
9. (۱۹۶۶) اَستِریکس و نورمانها
10. (۱۹۶۷) اَستِریکس سپاهی (آفریقا)
11. (۱۹۶۸) اَستِریکس و سپر رئیس دهکده (شهرهای جنوبی فرانسه)
12. (۱۹۶۸) اَستِریکس و بازیهای المپیک (یونان)
13. (۱۹۶۹) اَستِریکس و ديگچه
14. (۱۹۶۹) اَستِریکس در اسپانیا (اسپانیا)
15. (۱۹۷۰) اَستِریکس و مأمور رومی
16. (۱۹۷۰) اَستِریکس در سویس (سویس)
17. (۱۹۷۱) اقامتگاه خدایان
18. (۱۹۷۲) اَستِریکس و حلقه برگ غار (روم)
19. (۱۹۷۲) اَستِریکس و طالع بین
20. (۱۹۷۳) اَستِریکس در کورس (کورس)
21. (۱۹۷۴) اَستِریکس و هدیه سزار (روم)
22. (۱۹۷۵) اَستِریکس و عبور بزرگ (آمریکای شمالی و اسکاندیناوی)
23. (۱۹۷۶) اوبلیکس و شرکا
24. (۱۹۷۹) اَستِریکس در بلژیک (بلژیک)

### اودرزو به تنهایی
1. (۱۹۸۰) اَستِریکس و دو راهی بزرگ (یک دهکده دیگر گولی)
2. (۱۹۸۱) اَستِریکس و طلای سیاه (خاور میانه، اورشلیم)
3. (۱۹۸۳) اَستِریکس و پسر بچه
4. (۱۹۸۷) اَستِریکس و قالیچه جادویی (هند)
5. (۱۹۹۱) اَستِریکس و اسلحه سری
6. (۱۹۹۶) اَستِریکس و اوبلیکس در دریا (آتلانتیس)
7. (۲۰۰۱) اَستِریکس و هنرپیشه
8. (۲۰۰۳) اَستِریکس و کلاس
9. (۲۰۰۵) اَستِریکس و بلای آسمانی
10. (۲۰۰۹) تولد اَستِریکس و اوبلیکس: کتاب طلایی

### توسط فری و کنراد
1. (۲۰۱۳) اَستِریکس و پیکت‌ها (اسکاتلند)
2. (۲۰۱۵) اَستِریکس و طومار گمشده
3. (۲۰۱۷) آستریکس و مسابقه ارابه رانی (روم)

### اضافات
در دهه ۸۰ مجموعه داستانها کوتاهی نیز از اَستِریکس منتشر گردید که همگی اصل بودند، اما در سطحی پایین‌تر و حجمی کمتر از مجموعه اصلی. این داستانها عبارت بودند از:
1. دزدان دریایی
2. بالاکانتوس برجسته
3. هوریفیکس وحشتناک
4. جریکوکوریکس
5. مسابقه بزرگ ارابه رانی
6. شراب سیب
7. کودکان و هرج و مرج
8. آبهای بهشتی
9. چگونه اوبلیکس وقتی بچه بود در دیگ معجون جادویی افتاد

### اقتباسهای سینمایی
فیلمهایی از آستریکس ساخته شده است، عبارتند از:
1. آستریکس در بازی‌های المپیک
2. اَستِریکس علیه سزار
3. آستریکس و اوبلیکس: پادشاهی میانه
4. استریکس و اوبلیکس: مأموریت کلئوپاترا
5. استریکس و اوبلیکس: خدا حافظ خاک بریتانیا

## تأثیرات
- اولین ماهواره فرانسوی که در سال ۱۹۶۵ به افتخار اَستِریکس، اَستِریکس-۱ نامیده‌شد.